# Polch
Polch is een plaats in de Duitse deelstaat Rijnland-Palts, en maakt deel uit van de Landkreis Mayen-Koblenz.
Polch telt 6.866 inwoners.

## Bestuur
De stad maakt deel uit van de Verbandsgemeinde Maifeld waarvan het ook de bestuurszetel is.

## Geschiedenis
Polch wordt voor het eerst in 1052 in een oorkonde van de aartsbisschop Eberhard van Trier genoemd. Archeologische vondsten (1913) van de bandkeramische cultuur tonen aan dat de vruchtbare omgeving in en om Polch al in de vroegste tijd werd bewoond.

## Bezienswaardigheden
- De indrukwekkende 19e-eeuwse neoromaanse Sint-Stefanuskerk met twee torens van meer dan 50 meter hoog;
- De Sint-Joriskapel op de begraafplaats;
- De 19e-eeuwse synagoge;
- De hospitaalkapel in het oude ziekenhuis en de neogotische kapel (Viedeler Kapellche) uit 1881 in de wijk Viedel;
- De in 2007 gerestaureerde waterbron van Viedel (tegenwoordig hoek Kehrstraße/Bienengarten);
- Het Heimatmuseum "Christinas Stuben" (Im Bienengarten 6);
- Een barokke uithof van de abdij Sint-Matthias uit 1748,

In de omgeving van de stad liggen de burchten Elts, Pyrmont, Bischofstein en Wernerseck.

## Stadskernen
Tot Polch behoren de volgende stadsdelen:
- Kaan
- Ruitsch
- Nettesürsch

## Afbeeldingen

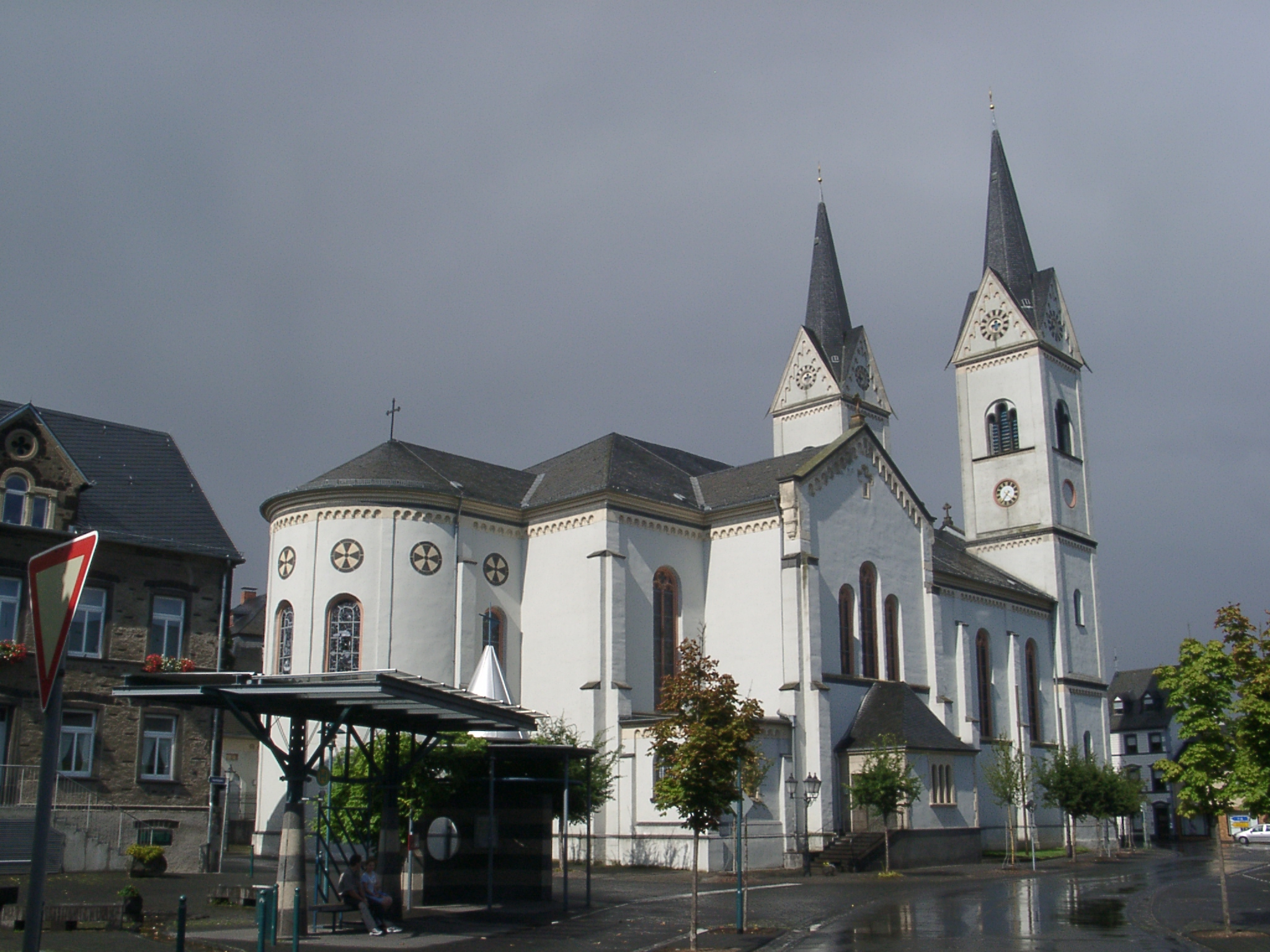
Parochiekerk Sint-Stefanus
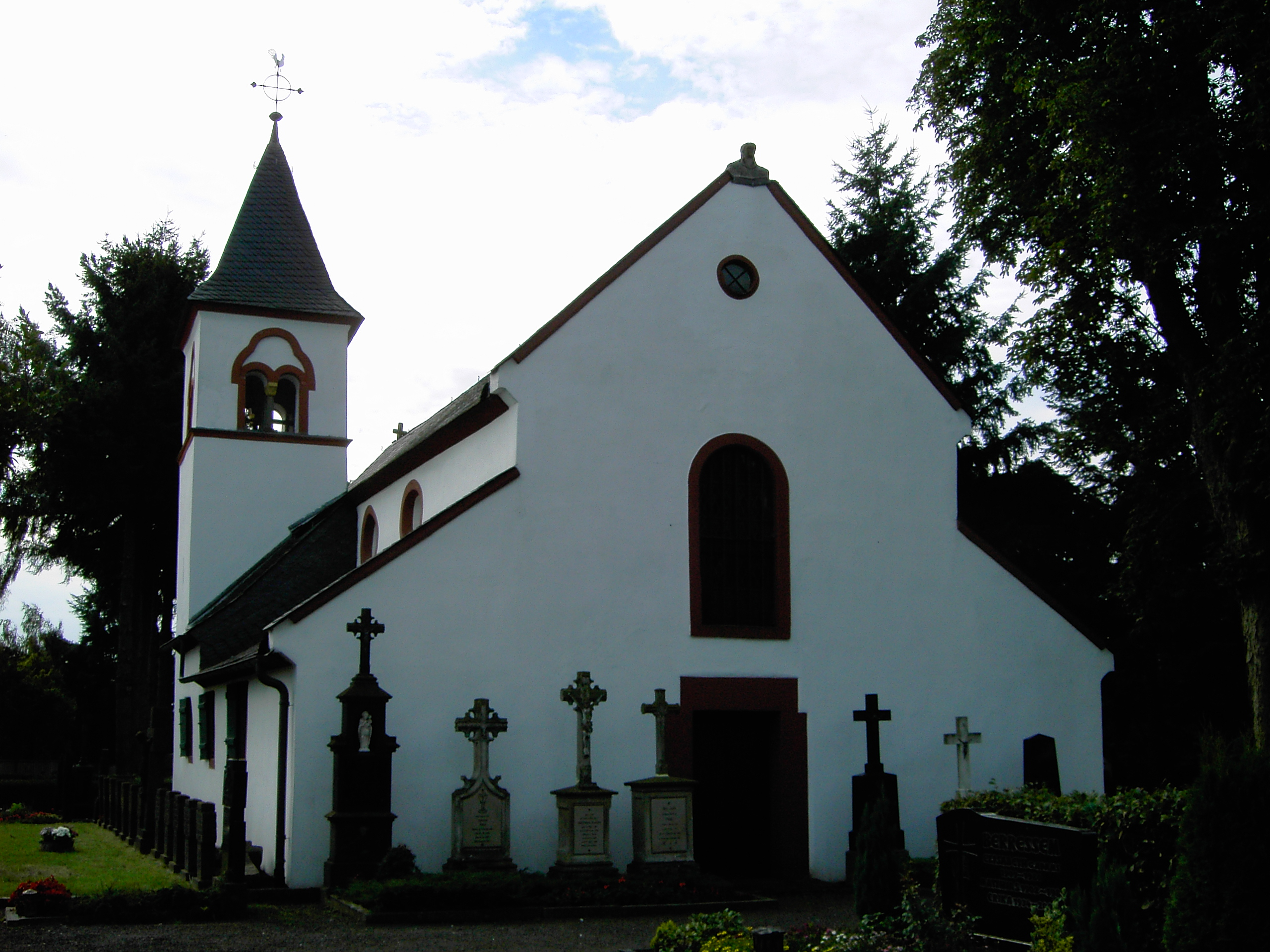
Sint-Joriskapel op de begraafplaats
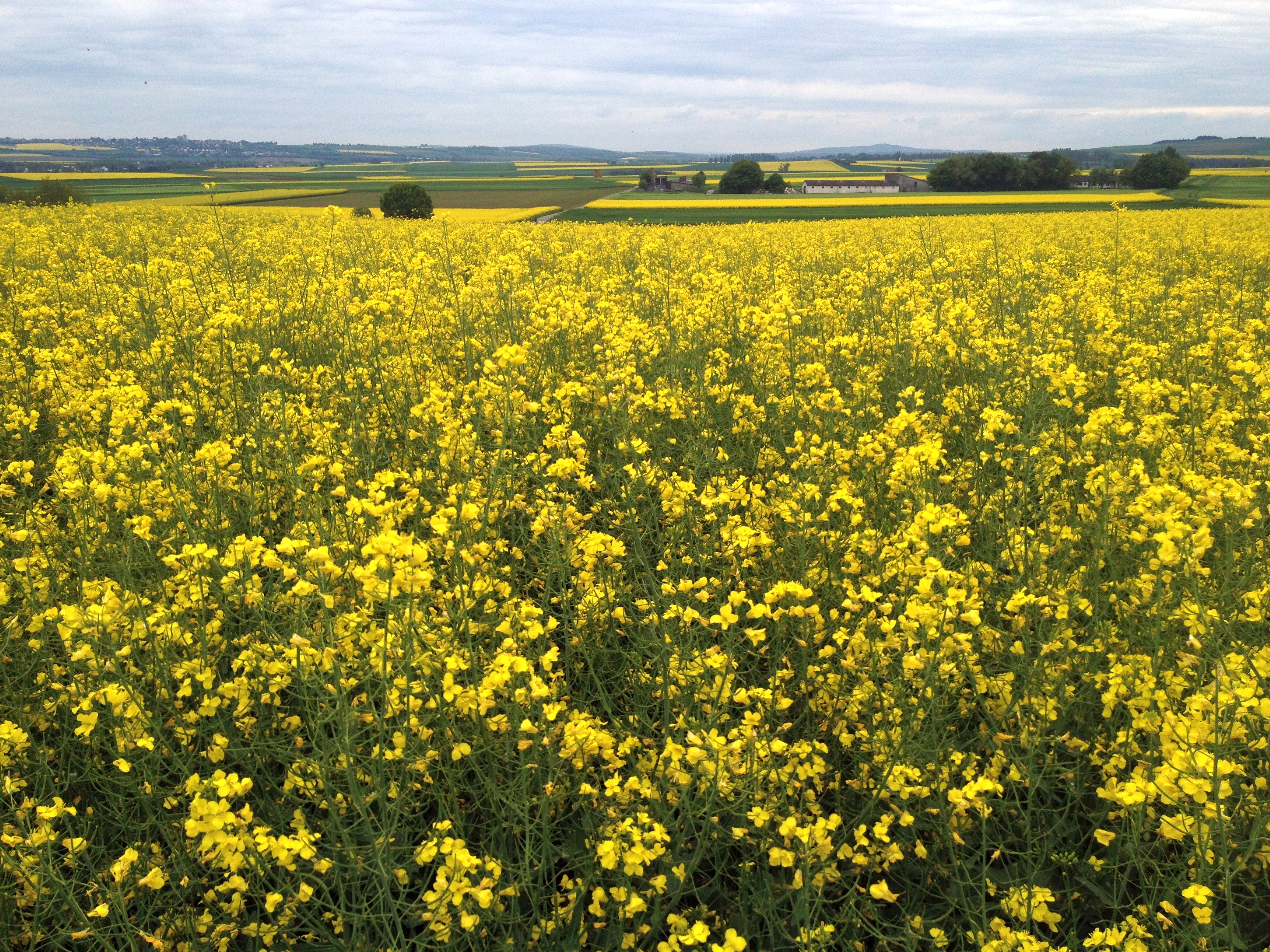
Koolzaadveld bij Polch

Acht ·
Alken ·
Andernach ·
Anschau ·
Arft ·
Baar ·
Bassenheim ·
Bell ·
Bendorf ·
Bermel ·
Boos ·
Brey ·
Brodenbach ·
Burgen ·
Dieblich ·
Ditscheid ·
Einig ·
Ettringen ·
Gappenach ·
Gering ·
Gierschnach ·
Hatzenport ·
Hausten ·
Herresbach ·
Hirten ·
Kalt ·
Kaltenengers ·
Kehrig ·
Kerben ·
Kettig ·
Kirchwald ·
Kobern-Gondorf ·
Kollig ·
Kottenheim ·
Kretz ·
Kruft ·
Langenfeld ·
Langscheid ·
Lehmen ·
Lind ·
Löf ·
Lonnig ·
Luxem ·
Macken ·
Mayen ·
Mendig ·
Mertloch ·
Monreal ·
Mülheim-Kärlich ·
Münk ·
Münstermaifeld ·
Nachtsheim ·
Naunheim ·
Nickenich ·
Niederfell ·
Niederwerth ·
Nörtershausen ·
Oberfell ·
Ochtendung ·
Pillig ·
Plaidt ·
Polch ·
Reudelsterz ·
Rhens ·
Rieden ·
Rüber ·
Saffig ·
Sankt Johann ·
Sankt Sebastian ·
Siebenbach ·
Spay ·
Thür ·
Trimbs ·
Urbar ·
Urmitz ·
Vallendar ·
Virneburg ·
Volkesfeld ·
Waldesch ·
Weiler ·
Weißenthurm ·
Weitersburg ·
Welling ·
Welschenbach ·
Wierschem ·
Winningen ·
Wolken